# Susanna White
Susanna White (1960) is een Brits televisie- en filmregisseur.

## Biografie
Susanna White werd in 1960 in Engeland geboren. Ze raakte voor het eerst geïnteresseerd in films toen ze acht jaar oud was en de set van het BBC-kinderprogramma Crackerjack bezocht en haar ouders vroeg om een Super 8-filmcamera voor haar te kopen. Ze studeerde Engels aan de universiteit van Oxford en won vervolgens een Fulbright-beurs om filmstudies te volgen aan de UCLA.
Na ze afstudeerde maakte White twaalf jaar lang documentaires voor BBC2. In 1999 slaagde ze er niet in om een plaats in een BBC-opleidingsprogramma te veroveren en werd ze afgewezen voor een opleiding tot BBC-dramaregisseur. In 2001 kreeg ze de kans om voor BBC2 de dramafilm Love Again over het leven van Philip Larkin, met een budget van £ 200.000 te regisseren. Ze won een BAFTA-prijs voor beste dramaserie in 2005 voor de televisieserie Bleak House. White regisseerde de BBC-miniserie Jane Eyre, waarvoor ze werd genomineerd voor een Emmy Award. Ze regisseerde ook vier afleveringen van de HBO-miniserie Generation Kill en alle vijf afleveringen van de serie Parade's End in 2012. 
In 2010 regisseerde White haar eerste langspeelfilm Nanny McPhee and the Big Bang.
In juni 2021 kondigde Deadline Hollywood aan dat White een aantal afleveringen zal regisseren van de Amerikaanse televisieserie Andor op streamingdienst Disney+.

## Filmografie

### Films
- 2017: Woman Walks Ahead
- 2016: Our Kind of Traitor
- 2010: Nanny McPhee and the Big Bang
- 1997: Bicycle Thieves (korte film)

### Televisie
- 2022: Andor (3 afleveringen)
- 2018: Trust (2 afleveringen)
- 2016: Billions (1 aflevering)
- 2015: Masters of Sex (1 aflevering)
- 2012: Parade's End (5 afleveringen)
- 2011: Boardwalk Empire (1 aflevering)
- 2008: Generation Kill (4 afleveringen)
- 2007: The Diary of a Nobody (tv-film)
- 2006: Jane Eyre (4 afleveringen)
- 2005: Bleak House (7 afleveringen)
- 2005: Mr. Harvey Lights a Candle (tv-film)
- 2004: Lie with Me (2 afleveringen)
- 2003: Love Again (tv-film)
- 2002: Teachers (5 afleveringen)
- 2001: Holby City (3 afleveringen)
- 1995: Modern Times (2 afleveringen)
- 1988: 40 Minutes (documentaire, 1 aflevering)